# Bad Rippoldsau-Schapbach
Bad Rippoldsau-Schapbach – gmina uzdrowiskowa w Niemczech, w kraju związkowym Badenia-Wirtembergia, w rejencji Karlsruhe, w regionie Nordschwarzwald, w powiecie Freudenstadt, wchodzi w skład wspólnoty administracyjnej  Freudenstadt. Leży  w Schwarzwaldzie, nad rzeką Wolfach, ok. 8 km na południowy zachód od Freudenstadt.
Ne terenie gminy znajduje się jezioro Glaswald.